# Centrum Chrześcijańskie Kanaan
Centrum Chrześcijańskie „Kanaan” – chrześcijański kościół protestancki o charakterze ewangelikalnym i zielonoświątkowym. Reprezentuje trzecią falę pentekostalizmu.

## Historia i nazwa
Powstanie Kościoła łączy się objawieniami, jakich doświadczyli Bolesław Paliwoda oraz jego żona, związani z rzymskokatolicką  Wspólnotą Odnowy w Duchu Świętym „Hallelu Jah” z Wrocławia. Pierwsze z nich Paliwoda miał końcem lat 80. XX wieku.
Wspólnota Odnowy w Duchu Świętym „Hallelu Jah” była organizatorem konferencji mającej na celu popularyzację prowadzenia modlitw o uwolnienie. Jesienią 1995 miała miejsce druga konferencja z uczestnictwem bezdenominacyjnego ruchu „Ellel Ministries” z tematem wiodącym „Namaszczenie Boże”. Po konferencji Bogaczowie zauważyli, że część katolików oraz wierzących z innych tradycji chrześcijańskich po przeżyciu nowego narodzenia i napełnienia Duchem Świętym zaczęło mieć trudności z odnalezieniem się w swoich dotychczasowych wspólnotach religijnych. W 1995 odebrali oni kolejne objawienie, mówiące o zebraniu rozproszonych wiernych. Po nim postanowili o założeniu lokalnego kościoła, na skutek czego zaprosili do swojego domu trzy osoby i podzielili się z nimi informacją o treści objawienia. Rozpoczęli następnie prowadzenie spotkań modlitewnych, z których pierwsze miało miejsce w 1995 w Centrum Sztuki „Impart” we Wrocławiu, a z biegiem czasu liczba uczestników zgromadzeń zaczęła się zwiększać. Grupa ta składała się w większości z byłych członków Wspólnoty Odnowy w Duchu Świętym i rozpoczęła funkcjonowanie jako Stowarzyszenie Chrześcijańskie „Kanaan”. Z uwagi na stały wzrost liczby uczestników spotkań miejsce zgromadzeń było trzykrotnie zmieniane.
W związku z odłączeniem się od kościoła rzymskokatolickiego postanowiono o rejestracji jako samodzielny związek wyznaniowy, do czego doszło 10 października 1996, kiedy dokonano wpisu do rejestru jako Apostolski Kościół Wolnych Chrześcijan „Kanaan”. W 2003 dokonano zmiany nazwy na Centrum Chrześcijańskie „Kanaan”. Powstały również kolejne kościoły lokalne w innych miejscowościach na terenie kraju.
24 października nowym pastorem Centrum Chrześcijańskiego „Kanaan” we Wrocławiu został Janusz Pisula, pełniący wcześniej stanowisko starszego zboru. W związku z tym dotychczasowy pastor Bolesław Paliwoda został mianowany pastorem-seniorem.

## Doktryna
Pismo Święte jest przyjmowane jako najwyższy autorytet we wszelkich sprawach związanych z wiarą i postępowaniem członków. Uznaje się Trójcę Świętą. 
Wyznawana jest wiara w boskość Jezusa , jego dziewcze narodzenie, życie bez grzechu i prawdziwe człowieczeństwo. Wierni przyjmują męczeństwo i śmierć Jezusa jako przelanie jego krwi na odkupienie ludzkich grzechów, jak również jego zmartwychwstanie, a także zasiadanie wspólnie z Ojcem i wstawianie się u niego. Wierzą też w powtórne przyjście Jezusa, które ma nastąpić w sposób widzialny w ciele.
Uznawana jest boskość Ducha Świętego, który pochodzi od Ojca i Syna. Rolą Ducha Świętego ma być przekonywanie ludzi o grzechu, sprawiedliwości i sądzie, a także udzielanie wierzącym siły do prowadzenia zwycięskiego życia, służby w Kościele, oddawania czci Bogu i głoszenia Ewangelii.
Członkowie wyznania wierzą, że wszyscy ludzie mają grzeszną naturę, która naraża ich na Boży gniew i potępienie. Uznają, że zbawienie jest możliwe jedynie poprzez pokutę przed Bogiem, wyznanie swoich grzechów oraz przyjęcie w swym sercu Jezusa Chrystusa. Usprawiedliwienie jest traktowane jako Boża łaska, która objawia się w dziele odkupienia dokonanym przez Jezusa, które przyjmuje się wyłącznie przez wiarę i jest ono potwierdzone przez owoce Ducha Świętego oraz życie pełne świętości.
Centrum Chrześcijańskie „Kanaan” głosi zmartwychwstanie ciał na sąd ostateczny, jak również wieczne życie dla wierzących i wieczne potępienie niewiernych.
Przyjmowane są dwa ustanowienia (sakramenty):  chrzest przez zanurzenie osób świadomie wierzących oraz Wieczerza Pańska, pojmowana jako pamiątka ofiary Chrystusa. Ponadto uznawane jest powszechne kapłaństwo wszystkich wierzących oraz działanie darów Ducha Świętego.

## Działalność
Główna siedziba Centrum Chrześcijańskiego „Kanaan” mieści się we Wrocławiu przy ul. Powstańców Śląskich 199 (dawna ul. Sępia 2–6), w budynku  Kościoła „Antiochia” należącego do Kościoła Zielonoświątkowego w RP.
Centrum przyjmuje 4 filary swojej działalności:
- Kościół apostolski – zakładanie nowych kościołów i wspomaganie innych w tej pracy[9]
- Miejsce schronienia dla uchodźców i wygnańców – nazwa wspólnoty „Kanaan” nawiązuje do starotestamentowej Ziemi Obiecanej dla ludu Bożego, wobec czego uznaje się je za miejsce schronienia dla jeńców i wygnańców, gdzie mogą oni doznać odbudowy i każdy ma dostęp do dziedzictwa w Chrystusie[9]
- Miejsce karmienia głodnych duchowo – łączy się z objawieniem z czerwca 1996 polecającego karmić głodnych duchowo, pocieszać ich, budować i zachęcać[9]
- Odbudowa Domu Pana – związana z objawieniem z października 1996 mówiącym o powołaniu wspólnoty do odrodzenia kraju oraz szczególnej boskiej obecności w tym miejscu, które ma stanowić dla innych przykład Bożego dzieła[9]

Działalność prowadzą następujące służby:
- Służba „Słowo Wiary” – zajmuje się działalnością ewangelizacyjną w Polsce i Ukrainie, wspieraniu liderów lokalnych kościołów, a także przywracaniem i pomocą w działalności pięciu służb (apostołów, proroków, nauczycieli, pasterzy i ewangelistów) na terenie obu krajów[10].
- Służba „Ebenezer” – jest częścią chrześcijańskiej fundacji „Ebenezer Emergency Fund International” o zasięgu międzynarodowym, której siedziba mieści się w Wielkiej Brytanii, mającej na celu umożliwienie powrotu członkom narodu żydowskiego do Izraela. Zadaniem polskiego oddziału fundacji jest prowadzenie cyklicznych modlitw o jej działalność oraz dystrybucja listów modlitewnych i publikowanego przez nią biuletynu[10].
- Służba „Coffee House” – prowadzi działalność ewangelizacyjną pośród osób zmagających się z uzależnieniami, kryzysem bezdomności, biedą oraz innych potrzebujących. W jej ramach działa także punkt konsultacyjny pomagający w zmianie obecnego życia, kierujący do odpowiedniej placówki pomocowej, jak również wspierający w wypełnieniu niezbędnych kwestii urzędowych[10].
- Służba w Domu Pomocy Społecznej w Wiązowie – prowadzona jest od 2007 i ma na celu głównie prowadzenie opieki duchowej nad jego mieszkańcami, jak również organizację w nim spotkań i pomocy charytatywnej[10].
- Służba „Wolność Dla Jeńców”[10]
- Filia Fundacji Chrześcijańskiego Domu „Zatoka Pereł” – wsparcie ośrodka resocjalizacyjnego dla kobiet i matek z dziećmi w trudnych sytuacjach życiowych[10].
- Fundacja „Kairos” – wspólnota wspiera fundację działającą na rzecz pomocy osobom, które znalazły się w trudnych okolicznościach życiowych[10].

Centrum włącza się też w inne działania charytatywne i wolontariat. Funkcjonują ponadto spotkania dla dzieci i młodzieży – organizowane są zajęcia dla dzieci w wieku od 4 lat, jak również spotkania młodzieżowe i warsztaty kreatywne połączone ze uwielbieniem i wspólnym posiłkiem.
Centrum Chrześcijańskie „Kanaan” prowadzi współpracę z innymi lokalnymi wspólnotami chrześcijańskimi, organizując wspólne nabożeństwa i modlitwy za miasto, jak również pozostaje jednym z sygnatariuszy wrocławskiego „Przymierza Pastorów”. Wspólnota jest organizatorem szkoleń, seminariów i konferencji.

## Kościoły

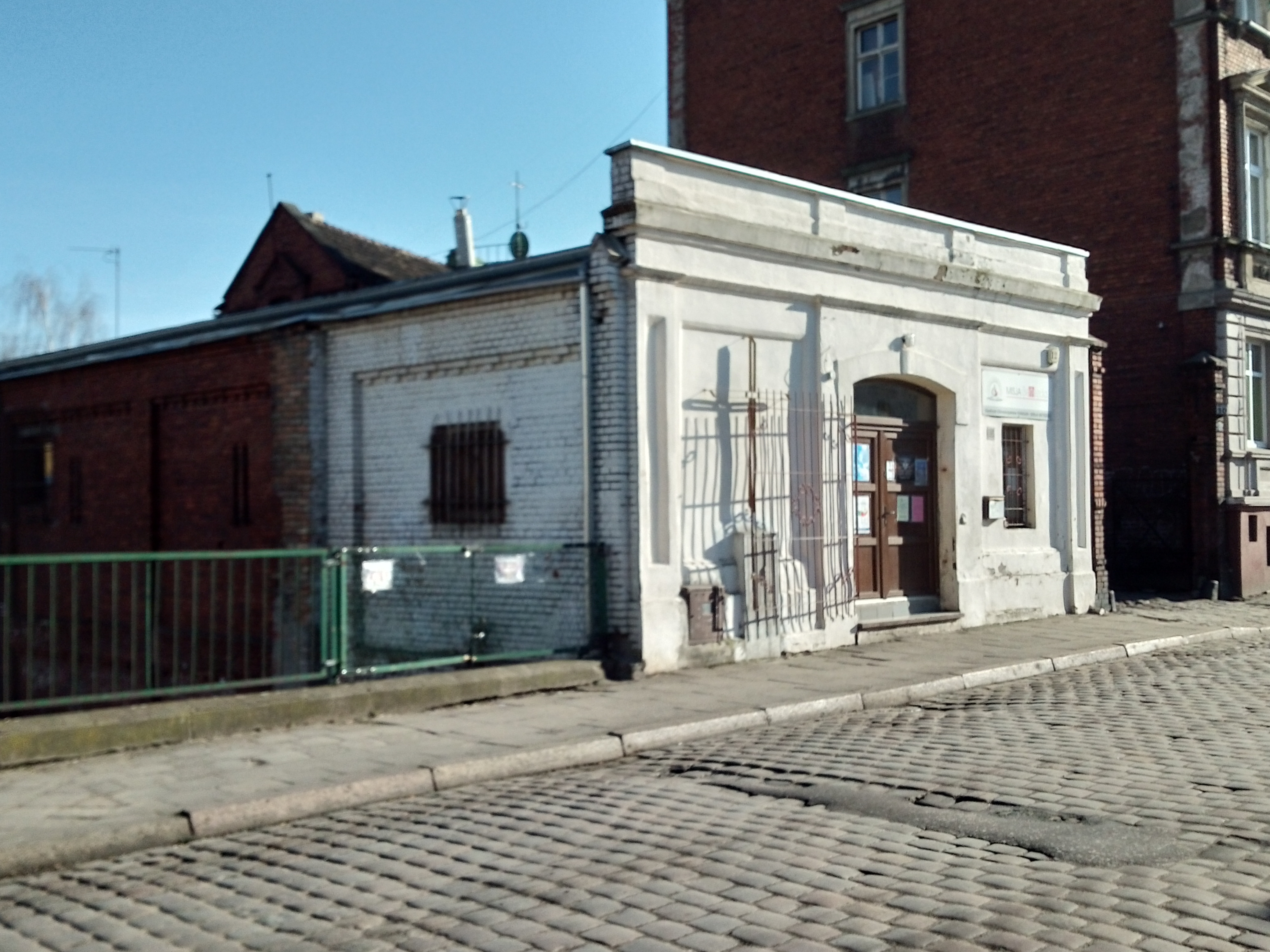
Kościół „Misja Betezda” w Bydgoszczy

- Centrum Chrześcijańskie „Kanaan” we Wrocławiu[8]
- Centrum Chrześcijańskie „Kanaan” – Kościół Lokalny „Jeruzalem” w Bielawie[8]
- Centrum Chrześcijańskie „Kanaan” – Kościół Lokalny w Bytomiu[8]
- Centrum Chrześcijańskie „Kanaan” – Kościół Lokalny „Hamer” w Cieszynie[8]
- Centrum Chrześcijańskie „Kanaan” – Kościół Lokalny „Jezus jest Drogą” w Zduńskiej Woli[8]
- Centrum Chrześcijańskie „Kanaan” – Kościół Lokalny „Misja Betezda” w Bydgoszczy[8][12]
- Centrum Chrześcijańskie „Kanaan” – Kościół Lokalny „Dom Miłosierdzia” w Koszalinie[8]

## Statystyki

### Dane według statystycznych ankiet wyznaniowych
| Rok  | Liczba wiernych | Liczba kościołów lokalnych | Liczba duchownych |
| ---- | --------------- | -------------------------- | ----------------- |
| 2000 | 230             | 4                          | 15                |
| 2002 | 230             | 4                          | 15                |
| 2005 | 208             | 6                          | 15                |
| 2006 | 207             | 6                          | 15                |
| 2007 | 232             | 8                          | 17                |
| 2008 | 244             | 9                          | 18                |
| 2010 | 235             | 8                          | 17                |
| 2011 | 241             | 8                          | 17                |
| 2012 | 250             | 8                          | 17                |
| 2013 | 248             | 8                          | 17                |
| 2014 | 252             | 8                          | 17                |
| 2016 | 306             | 9                          | 20                |
| 2017 | 242             | 7                          | 13                |
| 2018 | 244             | 7                          | 13                |
| 2019 | 218             | 6                          | 12                |
| 2020 | 216             | 6                          | 12                |
| 2021 | 211             | 6                          | 12                |
| 2022 | 191             | 6                          | 12                |
| 2023 | 166             | 6                          | 12                |

### Dane według wyników spisów powszechnych
| Spis powszechny               | Liczba deklaracji |
| ----------------------------- | ----------------- |
| Narodowy Spis Powszechny 2011 | 343               |
| Narodowy Spis Powszechny 2021 | 113               |